# SN 2005bc
SN 2005bc var en typ Ia supernova i stavgalaxen NGC 5698, cirka 200 miljoner ljusår från jorden. Den upptäcktes den 2 april 2005 av LOSS och självständigt av Tim Puckett och L. Cox.